# Torneo Godó 2005
Il Torneo Godó 2005 è stato un torneo di tennis giocato sulla terra rossa..
È stata la 53ª edizione del Torneo Godó,
che fa parte della categoria International Series Gold nell'ambito dell'ATP Tour 2005.
Si è giocato al Real Club de Tenis Barcelona di Barcellona in Spagna, dal 18 al 24 aprile 2005.

## Campioni

### Singolare
Rafael Nadal ha battuto in finale  Juan Carlos Ferrero con il punteggio di 6–1, 7–6(4), 6–3

### Doppio
Leander Paes /  Nenad Zimonjić hanno battuto in finale  Feliciano López /  Rafael Nadal con il punteggio di 6–3, 6–3